# Sukorejo (Puhpelem)
Sukorejo is een bestuurslaag in het regentschap Wonogiri van de provincie Midden-Java, Indonesië. Sukorejo telt 2623 inwoners (volkstelling 2010).